# Neptunova kašna (Písek)
Neptunova kašna v Písku je kašna se sochou Neptuna (Vodopána) vytvořená sochařem Ignácem Hammerem z Dobré Vody u Březnice roku 1771. Atributy Neptunovy sochy jsou ryba a trojzubec. Neptun je vyobrazen při pohybu, kde v pravé ruce drží ocasní ploutev dlouhé ryby, v levé ruce trojzubec a jeho levá noha je opřena o hlavu ryby.
Originál sochy zdobil kašnu slavnostně až do roku 1901 na Velkém náměstí v Písku a od roku 1908 do 2005 byl Neptun součástí umělé skalky v Palackého sadech. Aktuální pískovcová kopie sochy byla v roce 2005 umístěna do Palackých sadů. Skalka pod sochou s vodopádem vznikla v sedmdesátých letech 19. století. Originál sochy byl uložen v depozitáři ve sladovně v Písku. O originál i kopii sochy včetně skalky pečuje restaurátor Ivan Tláška.